# Twenty20 Cup 2013
Der Twenty20 Cup 2013 (aus Sponsoringgründen als Friends Life t20 bezeichnet) war die elfte Saison der englischen Twenty20-Meisterschaft. Sieger waren die Northamptonshire Steelbacks, die sich im Finale im Edgbaston Cricket Ground mit 102 Runs nach der Duckworth-Lewis Method gegen Surrey durchsetzten.

## Format
Die 18 First-Class-Counties wurden nach regionalen Gesichtspunkten in drei Gruppen mit jeweils sechs Mannschaften aufgeteilt. In dieser Gruppenphase spielte jede Mannschaft einer Gruppe jeweils zweimal gegen jede andere. Nach dessen Abschluss qualifizierten sich die Gruppensieger, -zweiten sowie die beiden besten Gruppendritten für die Viertelfinale. Die Halbfinale wurden dann zusammen mit dem Finale, vermarktet als Finals Day, an einem Tag ausgetragen.

## Gruppenphase

### Midlands/Wales/West Division
Tabelle
| Midlands/Wales/West Division | Sp. | S | N | NR | P  | NRR    |
| ---------------------------- | --- | - | - | -- | -- | ------ |
| Northamptonshire Steelbacks  | 10  | 7 | 3 | 0  | 14 | +0.329 |
| Somerset                     | 10  | 6 | 4 | 0  | 12 | +0.841 |
| Glamorgan                    | 10  | 5 | 5 | 0  | 10 | -0.168 |
| Warwickshire Bears           | 10  | 5 | 5 | 0  | 10 | -0.410 |
| Worcestershire Royals        | 10  | 4 | 6 | 0  | 8  | -0.327 |
| Gloucestershire Gladiators   | 10  | 3 | 7 | 0  | 6  | -0.245 |

### North Division
Tabelle
| North Division          | Sp. | S | N | U | NR | Minus- punkte | Tabellen- punkte | NRR    |
| ----------------------- | --- | - | - | - | -- | ------------- | ---------------- | ------ |
| Nottinghamshire Outlaws | 10  | 7 | 3 | 0 | 0  | 0             | 14               | +1.009 |
| Lancashire Lightning    | 10  | 5 | 3 | 2 | 0  | 0             | 12               | +0.177 |
| Durham Dynamos          | 10  | 6 | 4 | 0 | 0  | 0.25          | 11.75            | +0.317 |
| Leicestershire Foxes    | 10  | 4 | 5 | 1 | 0  | 0             | 9                | +0.417 |
| Derbyshire Falcons      | 10  | 4 | 6 | 0 | 0  | 0             | 8                | -0.604 |
| Yorkshire Vikings       | 10  | 2 | 7 | 1 | 0  | 0             | 5                | -1.223 |

### South Division
Tabelle
| South Division     | Sp. | S | N | NR | P  | NRR    |
| ------------------ | --- | - | - | -- | -- | ------ |
| Hampshire Royals   | 10  | 8 | 1 | 1  | 17 | +0.810 |
| Surrey             | 10  | 7 | 3 | 0  | 14 | +0.915 |
| Essex Eagles       | 10  | 5 | 4 | 1  | 11 | +0.040 |
| Middlesex Panthers | 10  | 5 | 5 | 0  | 10 | -0.194 |
| Kent Spitfires     | 10  | 3 | 7 | 0  | 6  | -0.941 |
| Sussex Sharks      | 10  | 1 | 9 | 0  | 2  | -0.250 |

## Playoffs

### Viertelfinale
| 6. August Scorecard | London | Somerset 148-6 (20)          | – | Surrey 151-7 (19) |
|                     |        | Surrey gewinnt mit 3 Wickets |   |                   |

| 6. August Scorecard | Northampton | Northamptonshire Steelbacks 183-4 (20) | – | Durham Dynamos 147-6 (20) |
|                     |             | Northamptonshire gewinnt mit 36 Runs   |   |                           |

| 7. August Scorecard | Southampton | Hampshire Royals 202-3 (20) | – | Lancashire Lightning 201-4 (20) |
|                     |             | Hampshire gewinnt mit 1 Run |   |                                 |

| 8. August Scorecard | Nottingham | Essex Eagles 187-5 (20)   | – | Nottinghamshire Outlaws 140 (17.2) |
|                     |            | Essex gewinnt mit 47 Runs |   |                                    |

### Halbfinale
| 17. August Scorecard | Birmingham | Essex Eagles 168-5 (20)                | – | Northamptonshire Steelbacks 171-3 (18.1) |
|                      |            | Northamptonshire gewinnt mit 7 Wickets |   |                                          |

| 17. August Scorecard | Birmingham | Hampshire Royals 142-9 (20)  | – | Surrey 145-6 (19.2) |
|                      |            | Surrey gewinnt mit 4 Wickets |   |                     |

### Finale
| 17. August Scorecard | Birmingham | Northamptonshire Steelbacks 194-2 (18)             | – | Surrey 92 (13.3) |
|                      |            | Northamptonshire gewinnt mit 102 Runs (D/L method) |   |                  |

## Statistiken

### Runs
Die meisten Runs der Saison wurden von den folgenden Spielern erzielt:
| Spieler          | Mannschaft       | Innings | Runs | Average | HS  | 100s | 50s |
| ---------------- | ---------------- | ------- | ---- | ------- | --- | ---- | --- |
| Craig Kieswetter | Somerset         | 11      | 517  | 64,62   | 89  | 0    | 5   |
| Michael Carberry | Hampshire        | 11      | 502  | 55,77   | 100 | 1    | 4   |
| Cameron White    | Northamptonshire | 13      | 417  | 46,33   | 71  | 0    | 4   |
| Phil Mustard     | Durham           | 11      | 379  | 34,35   | 91  | 0    | 3   |
| Michael Klinger  | Gloucestershire  | 10      | 366  | 52,28   | 108 | 1    | 2   |

### Wickets
Die meisten Wickets der Saison wurden von den folgenden Spielern erzielt:
| Spieler             | Mannschaft       | Overs | Wickets | Average | BBI  | 5W |
| ------------------- | ---------------- | ----- | ------- | ------- | ---- | -- |
| Mohammad Azharullah | Northamptonshire | 45.5  | 27      | 12,62   | 4/14 | 0  |
| Reece Topley        | Essex            | 37.0  | 21      | 13,23   | 4/26 | 0  |
| David Willey        | Northamptonshire | 42.3  | 21      | 13,33   | 4/9  | 0  |
| Yasir Arafat        | Somerset         | 41.1  | 20      | 14,60   | 4/5  | 0  |
| Jade Dernbach       | Surrey           | 44.1  | 18      | 16,44   | 3/15 | 0  |